# Departamentul Zou
Departamentul Zou este o unitate administrativă de gradul I  a Beninului. Reședința sa este orașul Abomey.